# Carmen López Segura
María Carmen López Segura (Tijuana, Baja California, 30 de marzo de 1946), es una normalista y política mexicana. Fue diputada federal en la LXII Legislatura del Congreso de la Unión de México, supliendo a la fallecida María Elvia Amaya de Hank, donde fungió como coordinadora de los Diputados Priistas de Baja California, fue presidenta del Organismo de Mujeres Priistas en Baja California y fue directora de Educación Primaria en el Estado de Baja California durante la gestión de Xicotencatl Leyva Mortera. 

## Biografía
Hija de José López y Natalia Segura de López, nació en la ciudad de Tijuana, Baja California. Contrajo matrimonio con el C.P. José de Jesús Bojórquez, con quien procrea a sus dos hijos Carlos Alberto y Maricela. A los pocos años de contraer matrimonio falleció su esposo, quedando viuda a los 33 años de edad, haciéndose cargo totalmente de la manutención y formación de su familia. 
Es normalista egresada de la Normal Básica del Instituto Federal de Capacitación del Magisterio y realizó una especialidad en Ciencias Sociales en Colegio de México, así como estudios de posgrado en Historia de Alta y Baja California en la Universidad de San Diego. 

## Trayectoria
Fue maestra de educación primaria durante veinte años (1963 a 1983), posteriormente durante la administración de Xicotencatl Leyva Mortera al frente del gobierno de Baja California fue designada como Directora de Primarias en el Estado; entre 1989 y 1994 fungió como inspectora escolar en Baja California. Durante la gestión de Jorge Hank Rhon como alcalde de Tijuana, fue nombrada directora de la Casa de la Cultura cargo que ocupó hasta 2007, año en el que se integró a la Secretaria de Relaciones Exteriores como coordinadora de Actividades Culturales y Económicas en Tijuana.
A lo largo del tiempo se ha destacado en su carrera como defensora de los derechos de las mujeres y como una promotora incansable de la equidad de género y la igualdad de oportunidades para ambos sexos. En 2015 presentó el libro Dejando huella, el cual es una compilación de la vida y obra de mujeres notables de Baja California.

### Federación de Mujeres Profesionistas y de Negocios
El 19 de julio de 2015, Carmen López Segura fue elegida presidenta nacional de la Federación de Mujeres Profesionistas y de Negocios de México para el trienio 2015-2018. 
La Federación de Mujeres Profesionistas y de Negocios de México, es una asociación altruista de servicio social, formada por tres federaciones estatales y 22 clubes en distintos estados de la República. Entre sus objetivos están: la superación de la mujer mediante el otorgamiento de becas para el estudio y la capacitación, así como la atención primaria a la salud; además forma parte de la International Federation of Business and Professional Women.

## Actividad política
Es miembro del Partido Revolucionario Institucional desde 1963. Como parte de su carrera política dentro del partido destaca su labor como subsecretaria de Organización del PRI Tijuana; secretaria Técnica del Consejo Político Estatal del PRI en BC; secretaria de Organización, secretaria de Gestión Social ambas en el Comité Municipal del PRI en Tijuana. 

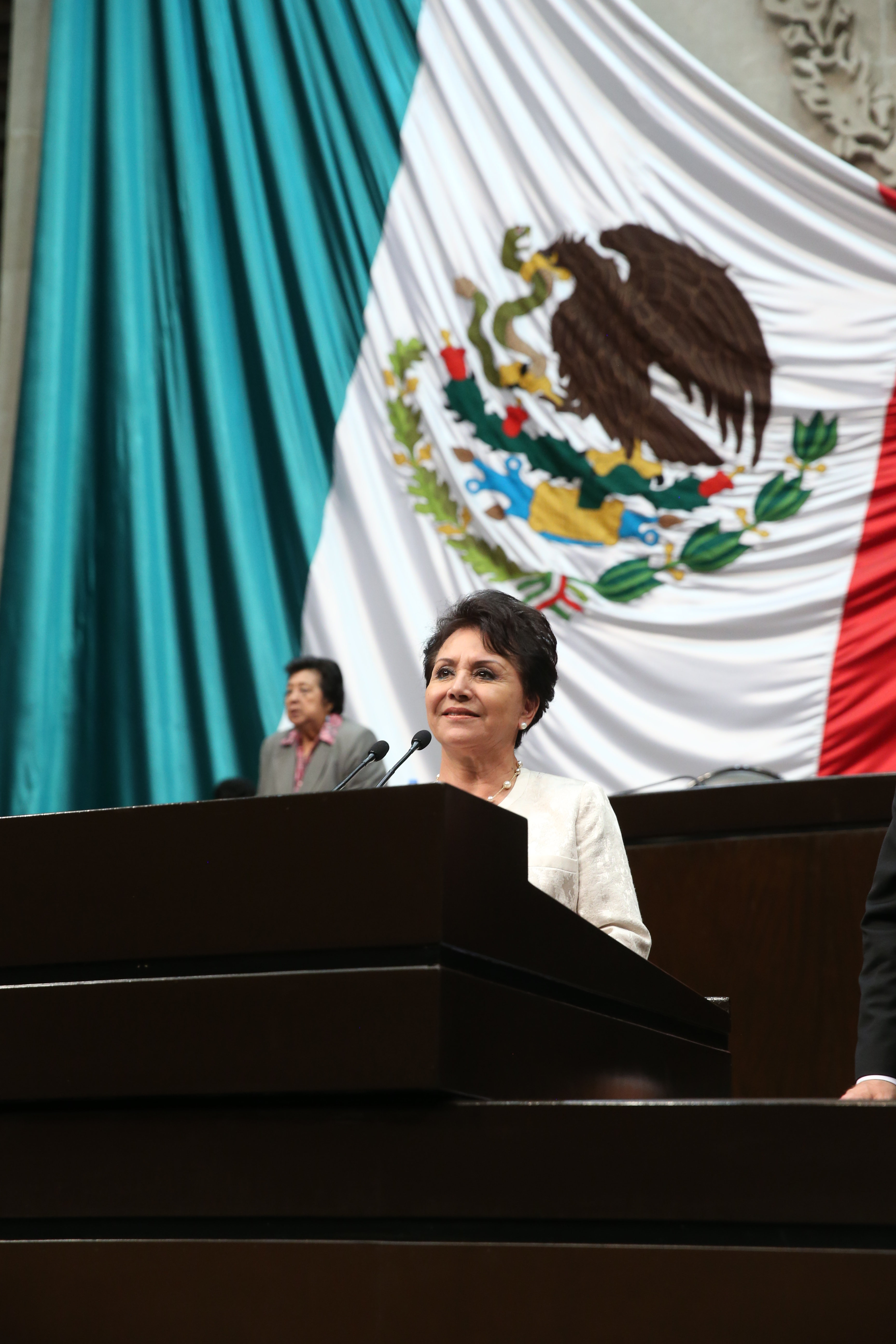

De 1994 a 1997 fue diputada federal suplente; en 1997 se postula como candidata a diputada por el distrito 06 federal; posteriormente se desempeña como coordinadora de campaña de Edgar Fernández candidato a diputado local por Baja California. 
En 2010 fue elegida presidenta del Organismo de Mujeres Priistas en California, cargo que desempeña hasta la fecha. 
En 2012 fue designada suplente de María Elvia Amaya Araujo, candidata de lista a diputada federal; ese mismo año tras la muerte de la diputada Amaya a una semana de tomar protesta, la Cámara de Diputados la llamó a rendir protesta como diputada federal para concluir el resto de la LXII Legislatura. 
En esta legislatura Carmen López Segura, se desempeñó como secretaria de la Comisión de Asuntos de la Frontera Norte, en la cual destacó por su férrea defensa a los intereses de los habitantes de los estados fronterizos con la Unión Americana; también fungió como secretaria de la Comisión de Fortalecimiento al Federalismo y como integrante de la Comisión de Cultura y Cinematografía. 
A partir del 8 de abril de 2013 fue nombrada coordinadora de las Diputaciones Federales de Baja California del Grupo Parlamentario del PRI, cargo que ocupó hasta octubre del mismo año, ya que fue removida del cargo al oponerse abiertamente a la homologación del IVA en la frontera norte.

El miércoles 29 de julio de 2015, mediante una carta abierta a la ciudadanía y al militancia de su partido, anunció su interés por competir en la contienda interna del Partido Revolucionario Institucional para ser candidata a la presidencia municipal de Tijuana en las elecciones locales de 2016.

### Destitución como coordinadora
Al mediodía del 2 de octubre de 2013, se hace pública la destitución de López Segura como coordinadora de los Diputados Priistas por Bajá California y el anuncio de un nuevo coordinador. Este hecho genera un gran descontento en los bajacalifornianos, principalmente porque la destitución es una represalia a la abierta oposición de la diputada a la homologación del IVA en la franja fronteriza, promovida por el presidente Enrique Peña Nieto dentro de la Reforma Hacendaria. 

## Obra
- Dejando Huella, 2015.